# Ypthima excellens
Ypthima excellens is een vlinder uit de onderfamilie Satyrinae van de familie Nymphalidae. De wetenschappelijke naam van de soort is voor het eerst geldig gepubliceerd in 1885 door Arthur Gardiner Butler.
Deze soort is endemisch op Madagaskar en zijn habitat zijn bossen.

## Synoniemen
- Strabena excellens
- Strabena parens (Oberthür, 1916)[3]